# Zombie Birdhouse
Zombie Birdhouse – szósty album solowy Iggy’ego Popa wydany 1982 roku.

## Lista utworów
1. Run Like a Villain
2. The Villagers
3. Angry Hills
4. Life of Work
5. The Ballad of Cookie McBride
6. Ordinary Bummer
7. Eat or Be Eaten
8. Bulldozer
9. Platonic
10. The Horse Song
11. Watching the News
12. Street Crazies
13. Pain & Suffering

## Twórcy
- Iggy Pop - śpiew
- Rob DuPrey - gitara, keyboard, śpiew towarzyszący
- Chris Stein - bas
- Clem Burke - perkusja